# Bukarest (Schiff)
Die Bukarest war ein deutsches Frachtmotorschiff, das im Zweiten Weltkrieg von der Luftwaffe als sogenanntes Luftparkschiff eingesetzt wurde. Nach Kriegsende wurde sie britische Kriegsbeute, fuhr dann als Empire Ettrick unter britischer, als Bremnes bzw. Clio unter norwegischer, als Panorea unter griechischer und als Charity unter zypriotischer Flagge, bis sie 1974 abgewrackt wurde.

## Bau und technische Daten
Das Schiff lief am 29. August 1939 mit der Baunummer 226 bei der Deutschen Werft, Werk Reiherstieg, in Hamburg für die Deutsche Levante-Linie vom Stapel. Es war 129,5 m lang (124,9 m in der Wasserlinie) und 16,92 m breit, hatte 6,48 m Tiefgang (leer 5,50 m) und eine Seitenhöhe von 10,50 m und war mit 4558 BRT und 2661 NRT vermessen. Die Wasserverdrängung betrug 6988 Tonnen voll beladen (konstruktiv 4412 t). Der Antrieb bestand aus zwei Zweitakt-Sechs-Zylinder-Dieselmotoren von MAN mit zusammen 3860 PS, die dem Schiff über zwei Schrauben eine Höchstgeschwindigkeit von 14,3 Knoten ermöglichten.
Schwesterschiffe waren die Athen (1936), die Belgrad (1937) und die Sofia (1939).

## Geschichte

### Luftwaffe
Die Bukarest wurde nach dem Beginn des Zweiten Weltkriegs noch in der Werft von der Luftwaffe requiriert und als sogenanntes Luftparkschiff fertiggestellt, d. h. als Spezialtransportschiff für die Zuführung fliegerischen Gerätes für die Winterbevorratung und Neuausstattung von Fliegerhorsten in Mittel- und Nord-Norwegen. Dabei wurde das Schiff u. a. mit Werkstätten (Funkmeisterei, Tischlerei, Schmiede, Schweißerei, Feinmechanik usw.) sowie mit zwei Hochtanks für jeweils 133 m³ Flugbenzin ausgestattet. Nach ihrer Fertigstellung wurde die Bukarest am 1. Juli 1940 bei der Luftzeuggruppe See in Kiel in Dienst gestellt, die für den Nachschub an Gerät und die Durchführung aller technischen und Betriebs-Angelegenheiten der Luftwaffen-Seeflieger verantwortlich war. Im Sommer 1943 diente das Schiff mehrere Monate als Werkstatt- und Zielschiff beim Kampfgeschwader 102 (KG 102), einem seit Juni 1943 in Riga stationierten Schulgeschwader für Torpedoflieger. Ab 2. September 1943 versah es dann wieder Dienst beim Luftgaukommando Norwegen.
Ende Februar 1945 wurde die Bukarest in die Ostsee verlegt, um von Swinemünde aus Munition und Verpflegung nach Pillau, später nach Libau zu bringen, wo deutsche Truppen im Kurland-Kessel noch bis Kriegsende kämpften. Sie hatte nun 38 Mann seemännische Besatzung und 42 Mann Geschützbedienungen. Auf der Rückfahrt wurden jeweils bis zu 1400 Verwundete und Flüchtlinge mitgenommen. Als die sowjetischen Truppen im April bereits bei Stralsund standen, wurden die Verwundeten und Flüchtlinge nach Kopenhagen gebracht. Die letzte Fahrt endete am 5. Mai 1945 dort.

### Nachkriegszeit
Nach der deutschen Kapitulation wurde das Schiff mit deutscher Mannschaft, aber britischen Geschützbesatzungen, von Kopenhagen nach Kiel überführt, wo es dann zur britischen Kriegsbeute erklärt wurde. Es wurde durch den Nord-Ostsee-Kanal nach Hamburg gebracht, wo die Ladung, die in Libau nicht mehr völlig gelöscht werden konnte, entladen wurde. Dann wurde es zur Ablieferung nach Hull gebracht. Am 7. Juni 1945 wurde es dem Kriegstransportministerium (Ministry of War Transport; ab 1946 Ministry of Transport) übergeben, in Empire Ettrick umbenannt und der Cunard Linie zur Bereederung zugewiesen. Die Empire Ettrick wurde in London registriert und erhielt die Schiffsnummer 180678 und das Rufzeichen GNLR im Lloyd’s Register.
Im Juli 1946 wurde sie an die norwegische Regierung abgegeben, die sie der 1940 für die Dauer des Krieges geschaffenen Staatsreederei Nortraship übergab. Sie wurde in Bremnes umbenannt und erhielt das Rufzeichen LLTN. Im Dezember 1946 wurde das Schiff an die Bergener Dampfschifffahrtsgesellschaft in Bergen verkauft und dann am 24. März 1947 in Clio umbenannt. Nur wenige Tage später, am 28. März 1947, kollidierte sie westlich des Felsens Store Bloksen nördlich von Haugesund mit dem norwegischen Frachtschiff Sevilla, das daraufhin mit zehn Mann seiner Besatzung sank.
Im August 1963 wurde die Clio an die griechische Gesellschaft Compania Panorea SA (ab 1969 Panorea Compania Naviera SA) in Piräus verkauft und in Panorea umbenannt. Bei der Einführung von IMO-Nummern erhielt die Panorea die Schiffsnummer IMO 5076078. Im September 1972 wurde sie an United Shipowners Ltd. in Famagusta (Zypern) verkauft und in Charity umbenannt, aber dann bereits am 22. September 1972 an die Yu Kuo Steel Co. in Kaohsiung (Taiwan) zum Abwracken weiterverkauft. Das Schiff wurde 1974 verschrottet.